# Iryna Sljussar
Iryna Sljussar (ukrainisch Ірина Слюсар, engl. Transkription Iryna Slyusar; * 19. März 1963 in Dniprodserschynsk, Ukrainische SSR) ist eine ehemalige ukrainische Leichtathletin, die international für die Sowjetunion startete.
Sljussar wurde 1984 sowjetische Meisterin im 100-Meter-Lauf. Über dieselbe Distanz siegte sie auch 1985 bei der Sommer-Universiade in Kōbe. 1986 siegte sie bei den sowjetischen Meisterschaften im 60-Meter-Lauf in der Halle sowie im Freien über 100 Meter. Bei den Leichtathletik-Weltmeisterschaften 1987 in Rom gewann sie als Startläuferin in der 4-mal-100-Meter-Staffel gemeinsam mit Natalja Pomoschtschnikowa, Natalja German und Olga Antonowa die Bronzemedaille hinter den Mannschaften aus den Vereinigten Staaten und der DDR. Außerdem erreichte sie im 100-Meter-Lauf die Halbfinalrunde, was ihr bei den Leichtathletik-Weltmeisterschaften 1991 in Tokio erneut gelang. 1993 wurde sie ukrainische Meisterin im 100- und im 200-Meter-Lauf.